# Víctor Aristizábal
Víctor Hugo Aristizábal Posada (født 9. december 1971 i Medellín, Colombia) er en tidligere colombiansk fodboldspiller (angriber).
Aristazábal spillede i en lang række klubber i både hjem- og udlandet. Længst tid tilbragte han hos Atlético Nacional i hjembyen Medellín, hvor han samlet spillede i 11 sæsoner. Her var han med til at vinde seks colombianske mesterskaber. Blandt hans klubber i udlandet kan blandt andet nævnes Valencia i Spanien og São Paulo, Cruzeiro og Coritiba i Brasilien. Han vandt i 2003 det brasilianske mesterskab med Cruzeiro.
Aristazábal spillede desuden, mellem 1993 og 2003, 66 kampe og scorede 15 mål for det colombianske landshold. Han repræsenterede sit land ved både VM i 1994 i USA og VM i 1998 i Frankrig. Han kom ikke på banen i 1994-turneringen, mens han i 1998 spillede alle holdets tre kampe.
Aristazábal var også en del af det colombianske hold, der i 2001 på hjemmebane for første gang nogensinde vandt guld ved Copa América. Her spillede han samtlige colombianernes seks kampe, og blev med seks scoringer desuden turneringens topscorer. I forlængelse af denne triumf kvalificerede holdet sig også til Confederations Cup 2003. Her var Aristazábal med til at blive nr 4. med colombianerne.

## Titler
Categoria Primera A
- 1991, 1994, 1999, 2005 (Apertura), 2007 (Apertura), 2007 (Clausura) med Atlético Nacional

Copa Interamericana
- 1990 og 1995 med Atlético Nacional

Serie Á (Brasilien)
- 2003 med Cruzeiro

Copa América
- 2001 med Colombia